# Alien Dawn
Alien Dawn es una serie de televisión americana-canadiense de imagen real de ciencia ficción estrenada el 22 de febrero de 2013 por la cadena de televisión Nickelodeon en el canal hermano TeenNick. La serie será emitida el 10 de agosto de 2013 en Nickelodeon Australia y Nueva Zelanda.

## Desarrollo
La serie se empezó a filmar en agosto de 2012 en la ciudad de Nueva York. Esta es la primera serie original de acción real de la historia de TeenNick. Un total de 26 episodios para una temporada fueron ordenados.

## Trama
Alien Dawn sigue las aventuras de un chico de 16-años de edad, Cameron Turner, él compite para descubrir pistas de una misteriosa conspiración oculta en las páginas animadas de una serie de cómics creada por su padre que está desaparecido.

## Elenco y personajes

### Personajes principales
- Aaron Sauter como Cameron Turner.[1]
- Kenny Sosnowski como Boris Walleyska.
- Clark Beasley Jr. como Hugh Condon.
- Alex Shimizu como Rock.
- Hilary Greer como Ruby Turner.
- Michael Forcan como Brady Turner.

## Episodios
| Temporada | Temporada | Episodios | Episodios | Emisión original      | Emisión original    | Emisión original |
| Temporada | Temporada | Episodios | Episodios | Primera emisión       | Última emisión      | Cadena           |
| --------- | --------- | --------- | --------- | --------------------- | ------------------- | ---------------- |
|           | 1         | 15        | 15        | 22 de febrero de 2013 | 12 de abril de 2013 | Nickelodeon      |
|           | 2         | 11        | 11        | 27 de julio de 2014   | 27 de julio de 2014 | TeenNick         |

### Primera temporada (2013-2014)
| N.º en serie | N.º en temp. | Título                    | Dirigido por | Escrito por                                     | Fecha de emisión original | Código de prod. |
| --- | ------------ | ------------------------- | ------------ | ----------------------------------------------- | ------------------------- | --------------- |
| 12 | 12           | «Genesis»                 | Josh Crook   | Adeline Colangelo, Adam Moerdor y David McGrath | 22 de febrero de 2013     | 101102          |
| Cameron Turner lucha por hacer frente a la desaparición de su padre; luego descubre la novela gráfica inacabada de su padre y se da cuenta de que este sabía información peligrosa.Cameron, que ahora tiene la Misión Dawn, comienza a encontrar pistas dentro del cómic de su padre. |              |                           |              |                                                 |                           |                 |
| 3 | 3            | «The School Has Eyes»     | Josh Crook   | Alex Engel                                      | 1 de marzo de 2013        | 103             |
| Después de meterse en problemas en la escuela, Cameron y Lucy piratean la base de datos de la escuela para cambiar sus registros. |              |                           |              |                                                 |                           |                 |
| 4 | 4            | «Beware of Falling Rocks» | Josh Crook   | Bob Berens y Alex Engel                         | 1 de marzo de 2013        | 104             |
| Cameron y Boris sospechan del pasado de Lucy. |              |                           |              |                                                 |                           |                 |
| 5 | 5            | «Tunnels»                 | Josh Crook   | Adam Moerder                                    | 8 de marzo de 2013        | 105             |
| Cameron quiere participar en una competencia de patinetas, pero está castigado. |              |                           |              |                                                 |                           |                 |
| 6 | 6            | «The Secret Society»      | Josh Crook   | Adeline Colangelo                               | 8 de marzo de 2013        | 106             |
| La escuela se preocupa por el comportamiento de Cameron y lo envía a un terapeuta. |              |                           |              |                                                 |                           |                 |
| 7 | 7            | «Olivine House»           | Josh Crook   | Adam Moerder                                    | 15 de marzo de 2013       | 107             |
| Rock y Roll le sugiere a Cameron que Brady puede estar en Olivine House, una institución mental dirigida por Black Dawn. |              |                           |              |                                                 |                           |                 |
| 8 | 8            | «Eclipse»                 | Josh Crook   | Alex Engel                                      | 15 de marzo de 2013       | 108             |
| Cameron, Boris y Lucy se enteran de algo clandestino secreto y deciden ir. Por extraño que parezca, la enamorada de Cameron, Stella, está allí y tiene una gran sorpresa para él y sus amigos.                                                                                        |              |                           |              |                                                 |                           |                 |
| 9 | 9            | «The Pied Piper»          | Josh Crook   | Adeline Colangelo                               | 22 de marzo de 2013       | 109             |
| Después de la desaparición de Shane, Cameron, Boris y Lucy son sospechosos. |              |                           |              |                                                 |                           |                 |
| 10 | 10           | «The Video»               | Josh Crook   | Adam Moerder                                    | 22 de marzo de 2013       | 110             |
| Gracias al descuido de Boris, Rock y Roll encuentran imágenes de un extraterrestre y las publican en Internet. |              |                           |              |                                                 |                           |                 |
| 11 | 11           | «Lucy»                    | Josh Crook   | Alex Engel                                      | 29 de marzo de 2013       | 111             |
| Después de que Cameron y Boris acusan a su padre de trabajar con extraterrestres, Lucy sospecha y decide investigar la extraña escuela a la que su padre la envió durante dos años |              |                           |              |                                                 |                           |                 |
| 12 | 12           | «Memories of a Hero»      | Josh Crook   | Bob Berens y Alex Engel                         | 29 de marzo de 2013       | 112             |
| En el aniversario de la Misión Tunguska, un astronauta supuestamente «fallecido» hace un sorprendente regreso e intenta ayudar a Cameron a encontrar a su padre. |              |                           |              |                                                 |                           |                 |
| 13 | 13           | «The Compound Pt. 1»      | Josh Crook   | Adeline Colangelo                               | 5 de abril de 2013        | 113             |
| Cameron y Boris siguen las pistas de la novela gráfica para descubrir dónde está el compuesto Olivine. |              |                           |              |                                                 |                           |                 |
| 14 | 14           | «The Compound Pt. 2»      | Josh Crook   | Adeline Colangelo                               | 5 de abril de 2013        | 114             |
| Después de una filtración de noticias, los extraterrestres creen que Hugh Condon tiene el compuesto Olivine y lo confrontan. |              |                           |              |                                                 |                           |                 |
| 15 | 15           | «The Trial»               | Josh Crook   | Adeline Colangelo                               | 12 de abril de 2013       | 115             |
| Black Dawn captura a Cameron, Boris y Lucy y los acusa de trabajar para los extraterrestres. Cameron y Boris descubren una evidencia impactante sobre Lucy. |              |                           |              |                                                 |                           |                 |

### Segunda temporada (2014)
El 27 de julio de 2014, TeenNick emitió los 11 episodios restantes de Alien Dawn, como la segunda temporada de la serie.
| N.º en serie | N.º en temp. | Título                               | Dirigido por | Escrito por | Fecha de emisión original | Código de prod. |
| ------------ | ------------ | ------------------------------------ | ------------ | ----------- | ------------------------- | --------------- |
| 16           | 1            | «The Good, the Bad and the Tall Man» | Josh Crook   | N/D         | 27 de julio de 2014       | 116             |
| 17           | 2            | «The Phoenix Project»                | Josh Crook   | N/D         | 27 de julio de 2014       | 117             |
| 18           | 3            | «Dawn of Time»                       | Josh Crook   | N/D         | 27 de julio de 2014       | 118             |
| 19           | 4            | «Super-Cam»                          | Josh Crook   | N/D         | 27 de julio de 2014       | 119             |
| 20           | 5            | «Eternal Sunshine of Boris' Mind»    | Josh Crook   | N/D         | 27 de julio de 2014       | 120             |
| 21           | 6            | «Reunion»                            | Josh Crook   | N/D         | 27 de julio de 2014       | 121             |
| 22           | 7            | «The Comic Convention»               | Josh Crook   | N/D         | 27 de julio de 2014       | 122             |
| 23           | 8            | «I, Pierce»                          | Josh Crook   | N/D         | 27 de julio de 2014       | 123             |
| 24           | 9            | «The Heiress»                        | Josh Crook   | N/D         | 27 de julio de 2014       | 124             |
| 25           | 10           | «Origins Pt. 1»                      | Josh Crook   | N/D         | 27 de julio de 2014       | 125             |
| 26           | 11           | «Origins Pt. 2»                      | Josh Crook   | N/D         | 27 de julio de 2014       | 126             |